# Cerulli (cratera)
A cratera Cerulli é uma cratera no quadrângulo de Ismenius Lacus em Marte com um diâmetro de 130 km.  Ela se localiza a 
32.5° latitude norte e 337.9° longitude oeste.  Ela recebeu seu nome de Vincenzo Cerulli, um astrônomo italiano (1859-1927). 